# Massans
Massans és una masia de Tavèrnoles (Osona) inclosa a l'Inventari del Patrimoni Arquitectònic de Catalunya.

## Descripció
Edifici civil. Masia de planta rectangular, coberta a dues vessants amb el carener perpendicular a la façana, situada a migdia. Consta de planta baixa, pis i golfes. A migdia hi ha un cos adossat que forma una petita lliça tancada per un portal. A llevant s'hi adossa un cos, actualment amb la teulada enrunada. A tramuntana hi ha un cos amb la teulada caiguda, re construcció recent. A ponent hi ha petits cossos adossats i diverses finestres.
És construïda amb maçoneria i arrebossada i pintada al damunt i té alguns afegitons de maó, però es troba en molt mal estat de conservació.

## Història
No hi ha cap dada que permeti situar històricament la masia.